# لیلی سوبیسکی
لیلین رودابت گلوریا السوتا سوبیسکی (به انگلیسی: Liliane Gloria Sobieski) (زادهٔ ۱۰ ژوئن ۱۹۸۳) بازیگر آمریکایی اهل نیویورک است.
مادر او الیزابت به عنوان تهیه کننده فیلم، فیلمنامه‌نویس و همچنین مدیر برنامه‌های لیلی فعالیت می‌کند. پدر او ژان نقاشی فرانسوی با نسبی لهستانی سوئیسی است. لیلی یک برادر کوچکتر به نام رابرت دارد.
پدربزرگ مادری لیلی یهودی است. لیلی گفته است که او به داشتن ریشه‌های یهودی افتخار می‌کند.
لیلی با آدام کیمل که یک طراح مد است ازدواج کرده و یک دختر به نام لوئیزیانا دارد. از جمله فیلم‌های که او در آن بازی کرده می‌توان به حضور در فیلم‌های چشمان کاملاً بسته و لذت سواری اشاره کرد.

## فیلم‌شناسی

### فیلم
| سال  | عنوان                                 | نقش                            | توضیحات                                                 |
| ---- | ------------------------------------- | ------------------------------ | ------------------------------------------------------- |
| ۱۹۹۵ | A Horse for Danny                     | Danny Bara                     |                                                         |
| ۱۹۹۷ | جنگل ۲ جنگل                           | Karen                          |                                                         |
| ۱۹۹۸ | تأثیر عمیق                            | Sarah Hotchner                 |                                                         |
| ۱۹۹۸ | A Soldier's Daughter Never Cries      | Charlotte Anne "Channe" Willis | نامزد—انجمن منتقدان فیلم شیکاگو نامزد—جایزه هنرمند جوان |
| ۱۹۹۹ | هرگز بوسیده نشده                      | Aldys Martin                   |                                                         |
| ۱۹۹۹ | چشمان کاملاً بسته                      | Milich's daughter              |                                                         |
| ۲۰۰۰ | Here on Earth                         | Samantha "Sam" Cavanaugh       | نامزد—جوایز برگزیده نوجوانان                            |
| ۲۰۰۱ | My First Mister                       | Jennifer                       |                                                         |
| ۲۰۰۱ | لذت سواری                             | Venna Wilcox                   |                                                         |
| ۲۰۰۱ | The Glass House                       | Ruby Baker                     |                                                         |
| ۲۰۰۲ | The Idol                              | Sarah Silver                   |                                                         |
| ۲۰۰۲ | مکس                                   | Liselore von Peltz             |                                                         |
| ۲۰۰۶ | Lying                                 | Sarah                          |                                                         |
| ۲۰۰۶ | Heavens Fall                          | Victoria Price                 |                                                         |
| ۲۰۰۶ | In a Dark Place                       | Anna Veigh                     |                                                         |
| ۲۰۰۶ | مرد حصیری (فیلم ۱۹۷۳)                 | Sister Honey                   |                                                         |
| ۲۰۰۶ | The Elder Son (2006 film)             | Lolita                         |                                                         |
| ۲۰۰۷ | Walk All Over Me                      | Alberta                        |                                                         |
| ۲۰۰۷ | به نام پادشاه: داستان محاصره سیاه‌چاله | Muriella                       | نامزد—جایزه تمشک طلایی بدترین بازیگر مکمل زن            |
| ۲۰۰۷ | ۸۸ دقیقه                              | Lauren Douglas                 |                                                         |
| ۲۰۰۹ | Finding Bliss                         | Jody Balaban                   |                                                         |
| ۲۰۰۹ | Night Train                           | Chloe                          |                                                         |
| ۲۰۰۹ | دشمنان ملت                            | Polly Hamilton                 |                                                         |
| ۲۰۱۰ | Acts of Violence                      | Olivia Flyn                    |                                                         |
| ۲۰۱۲ | Branded                               | Abby Gibbons                   |                                                         |
| ۲۰۱۶ | آخرین جشنواره فیلم                    | Stalker                        | فیلم‌برداری‌شده در سال ۲۰۱۰                               |

### تلویزیون
| سال       | عنوان                    | نقش                  | توضیحات |
| --------- | ------------------------ | -------------------- | --- |
| ۱۹۹۵–۱۹۹۶ | Charlie Grace            | Jenny Grace          | نقش اصلی |
| ۱۹۹۶      | Grace Under Fire         | Lucy                 | قسمت: "Positively Hateful" |
| ۱۹۹۶      | NewsRadio                | High school girl     | قسمت: "Arcade" |
| ۱۹۹۸      | F/X: The Series          | Tanya                | قسمت: "Evil Eye" |
| ۱۹۹۹      | ژان دارک                 | ژان دارک             | مینی‌سریال نامزد—جایزه امی ساعات پربیننده برای بهترین بازیگر زن در مجموعه تلویزیونی کوتاه یا فیلم تلویزیونی نامزد—جایزه گلدن گلوب بهترین بازیگر نقش زن برای سریال کوتاه یا فیلم تلویزیونی نامزد—Satellite Award for Best Actress – Miniseries or Television Film |
| ۲۰۰۱      | Uprising                 | Tosia Altman         | مینی‌سریال نامزد—جایزه گلدن گلوب بهترین بازیگر نقش زن برای سریال کوتاه یا فیلم تلویزیونی |
| ۲۰۰۳      | Les Liaisons dangereuses | Cécile de Volanges   | مینی‌سریال |
| ۲۰۰۵      | Hercules                 | دیانیرا              | مینی‌سریال |
| ۲۰۱۰      | Drop Dead Diva           | Samantha "Sam" Colby | قسمت: "A Mother's Secret" |
| ۲۰۱۱      | همسر خوب                 | Alexis Symanski      | قسمت: "Breaking Up" |
| ۲۰۱۲      | NYC 22                   | Jennifer Perry       | نقش اصلی |